# Guru (rapper)
Guru, pseudoniem van Keith Edward Elam (Roxbury (Massachusetts), 17 juli 1961 – New York, 19 april 2010), was een Amerikaanse rapper. Hij werd in de jaren 1980 bekend als lid van het duo Gang Starr en initieerde daarnaast het project Jazzmatazz. Guru rapte over zwart bewustzijn en andere maatschappelijke onderwerpen. Hij was een van de grondleggers van de jazz-rap, een cross-over waarbij hiphop met jazz en funk werd vermengd, en geldt als exponent van de East Coast rap. Ook sprak Guru de stem in voor 8 Ball, een personage uit de Grand Theft Auto-serie. Guru staat voor Gifted Unlimited Rhymes Universal.

## Loopbaan
Onder de naam Keithy E. The Guru voegde hij zich in 1987 bij de groep Gang Starr. Nadat hij in 1989 als enig lid van deze band overbleef, zocht hij de samenwerking met dj en muziekproducer Waxmaster C, later bekend als DJ Premier. Met de albums No More Mr. Nice Guy (1989) en Step in the Arena (1991) wist het hiphop duo al snel internationaal door te breken. Het nummer Jazz Thing was te horen in de film Mo' Better Blues van regisseur Spike Lee.
In 1994 brak Gang starr totaal door met het album Hard to Earn en stonden ze in de hiphop scene totaal op de kaart.
Naast Gang Starr werkte Guru vanaf 1993 aan het project Jazzmatazz, waarbij hij samenwerkte met jazz muzikanten als Roy Ayers, Donald Byrd, MC Solaar, Herbie Hancock & Branford Marsalis, soulzangeres N'Dea Davenport en popmuzikanten Jay Kay en Stuart Zender van Jamiroquai. Tot 2000 verschenen er drie albums van het project en in 2007 verscheen een vierde en laatste cd: The Hip-Hop Jazz Messenger: Back to the Future. In 2002 rapte hij op het album Soulshine van de Franse producer DJ Cam. In 2004 deed hij dat ook op het album Liquid Hip Hop.
In 1998 kwam Gang Starr met het album Moment of Truth.
Dit album was tevens het album met het grootste commercieel succes.
Guru was altijd al een grote fan van rapper Scarface en hierdoor ontstond de legendarische track 18 "Betrayal" samen met Scarface.
De wegen van Guru en DJ Premier scheidden zich omstreeks 2005. Het laatste album van Gang Starr, The Ownerz, was verschenen in 2003. Vanaf 2001 waren er een drietal soloalbums van Guru verschenen, maar die hadden niet het succes van Gang Starr en de Jazzmatazz reeks. Het laatste album, Guru 8.0: Lost and Found, kwam in 2009 uit.

### Hitlijsten
| Single met eventuele hitnotering(en) in de Nederlandse Top 40 | Datum van verschijnen | Datum van binnenkomst | Hoogste positie | Aantal weken | Opmerkingen                                 |
| ------------------------------------------------------------- | --------------------- | --------------------- | --------------- | ------------ | ------------------------------------------- |
| Loungin'                                                      | 1993                  |                       | tip13           |              | met Donald Byrd                             |
| No Time To Play                                               | 1993                  |                       | tip6            |              |                                             |
| Junk                                                          | 2006                  | 21-10-2006            | 38              | 5            | met Ferry Corsten / Dancesmash op Radio 538 |

## Ziekte en overlijden
In ongeveer dezelfde periode werd Guru gediagnosticeerd met kanker (ziekte van Kahler). Hij werd in februari 2010 getroffen door een hartinfarct als gevolgen van deze ziekte, waarna hij drie weken in coma lag. Op 19 april 2010 overleed hij, in een ziekenhuis in de buurt van New York, op 48-jarige leeftijd aan de gevolgen van kanker.
Bij de Grammy Awards 2011 werd Guru's naam niet vermeld in het jaarlijkse overzicht van muzikanten die waren gestorven sinds de 2010-awards.
De Revive Da live Big Band hield op 21 april 2011 een concert als eerbetoon aan Guru in Le Poisson Rouge in New York. De show bracht hulde aan Guru's Jazzmatazz-serie en werd gekenmerkt door een volledige jazzband-eerbetoon. De uiteindelijke opbrengst ging naar de Elam-familie. Tijdens het concert heeft Babygrande Records tevens $ 5000 geschonken aan de zoon van Guru, KC Elam.
- Bibsys: 5097461
- Bibliothèque nationale de France: cb13974475j (data)
- Gemeinsame Normdatei: 134827414
- International Standard Name Identifier: 0000 0001 0788 8223
- Library of Congress Control Number: no96060360
- MusicBrainz: 215c6ab2-7888-4061-bd56-9fb650328106
- Nationale Bibliotheek van Tsjechië: xx0052454
- Réseau des bibliothèques de Suisse occidentale: 02-A000056970
- Système universitaire de documentation: 251425975
- Virtual International Authority File: 122063232